# 水の証
「水の証」（みずのあかし）は、日本の女性声優・田中理恵の楽曲。楽曲は梶浦由記により作詞・作曲されている。テレビアニメ『機動戦士ガンダムSEED』よりキャラクターソングで、「ラクス・クライン」名義で歌唱。

## 概要
- 本曲はテレビアニメ『機動戦士ガンダムSEED』の第36話と第41話で使用された挿入歌である。
- 梶浦由記が『機動戦士ガンダムSEED』のために制作され、田中理恵が歌唱を担当した楽曲のは、「静かな夜に」に続いて2曲目となっている。2003年5月21日にビクターエンタテインメントより発売されたドラマCD「機動戦士ガンダムSEED SUIT CD vol.3 Lacus Clyne × HARO」に初収録された[1]。
- 2003年9月10日に発売された田中理恵のミニアルバム『Chara de Rie』に原曲ではなく、アコースティック・バージョンが収録されている。
- 2010年2月24日に発売された「機動戦士ガンダム」の誕生30周年を記念してガンダムソングを完全網羅した10枚組ボックスセット『GUNDAM SONGS 145』にも収録されている。
- 『機動戦士ガンダムSEED』放送10周年を記念して、放映当時のボーカルトラックと梶浦由記による新規アレンジでレコーディングされたバックトラックとを再結合させたバージョンが2012年9月19日にFictionJunction YUUKAとのスプリット・シングル「暁の車〜ReTracks／水の証〜ReTracks」としてリリースされた[2]。
- 2020年2月2日にSUNRISE Music Labelよりデジタルシングルとしてリリースされた[3][4]。

## 収録曲
| 全作詞・作曲・編曲: 梶浦由記。 |            |          |            |      |
| #                              | タイトル   | 作詞     | 作曲・編曲 | 時間 |
| 1.                             | 「水の証」 | 梶浦由記 | 梶浦由記   | 4:27 |
| 合計時間:                      | 合計時間:  | 4:27     |            |      |

## スタッフ・クレジット
- Programming, Keyboards & Piano：梶浦由記
- Cello：笠原あやの
- Recording and Mixing Engineer：小岩孝志

## カヴァー
- FictionJunction WAKANA - アルバム『Everlasting Songs』（2009年2月25日発売）に収録されている。
- 原由実 - アルバム『THE IDOLM@STER STATION!!! SECOND TRAVEL Seaside Date』（2010年6月30日発売）に収録されている。